# Colour by Numbers
Colour by Numbers är en interaktiv ljusinstallation på Telefonplan i stadsdelen Midsommarkransen i södra Stockholm.

## Allmänt

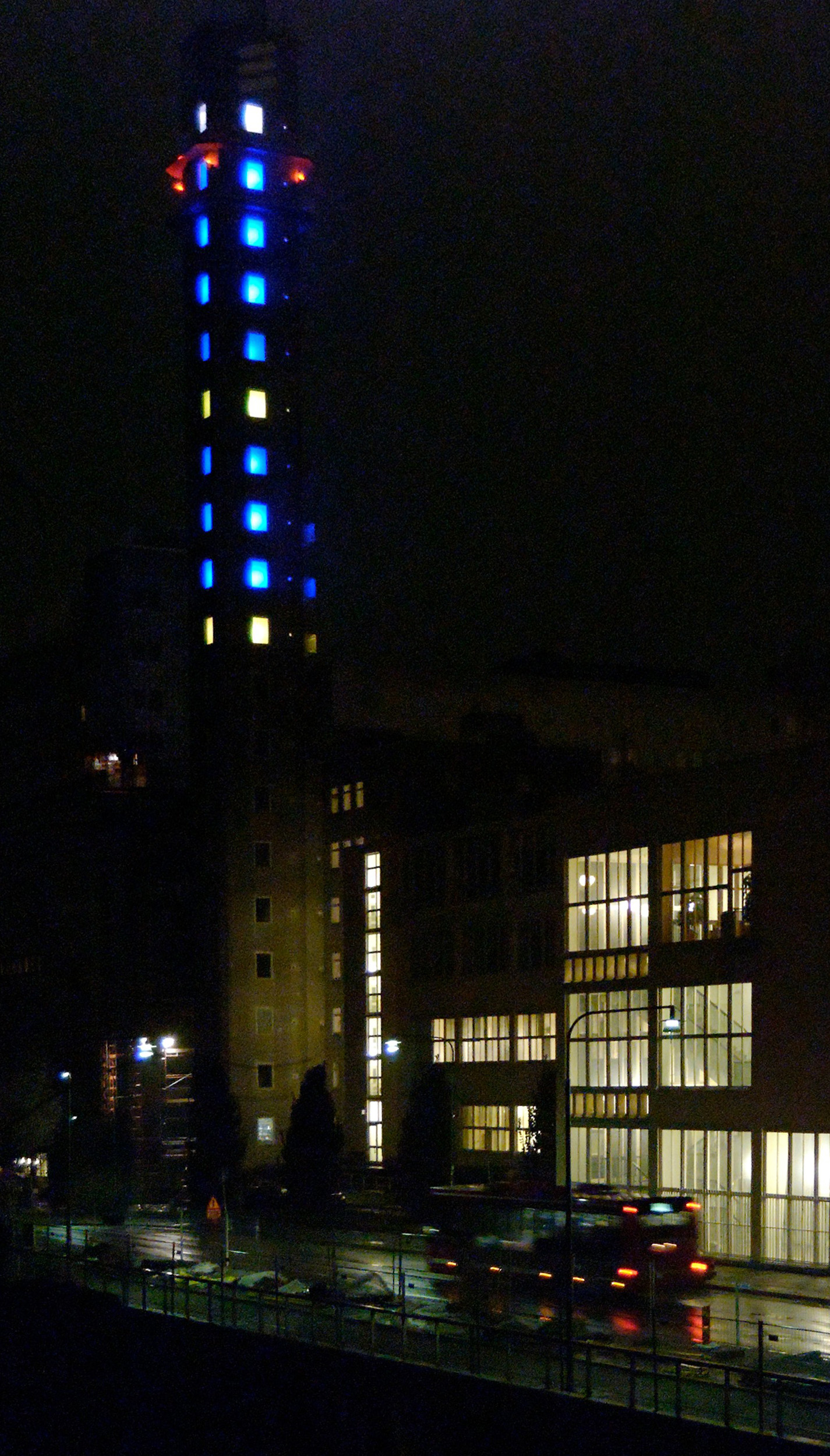
Colour by Numbers under den temporära installationen (november 2006)

Colour by Numbers installerades 2006–2007 temporärt i LM Ericsson-byggnaden vid Telefonplan, där fönstren i det 72 meter höga “Telefontornet” kunde tändas i olika färger av allmänheten via en knapptelefon, exempelvis en mobiltelefon. Colour by Numbers har skapats av arkitekten Milo Lavén, interaktionsdesignern Loove Broms och konstnären Erik Krikortz. Under perioden 2 oktober 2008 till 11 januari 2009 var verket installerat i Torre de los Perdigones ("Perdigonestornet") i Sevilla, i samband med den tredje biennalen i Sevilla.

## Interaktivitet
Den 14 januari 2011 permanentades Colour by Numbers på Telefonplan genom ett initiativ av konstnärerna och fastighetsägaren Vasakronan. Verket syns över stora delar av Stockholm.
Tornets fönster (fyra på varje plan) på de tio översta våningarna kan med en vanlig knapptelefon varsomhelst i världen färgsättas i samtliga önskade färger med hjälp av LED-armaturer inuti byggnaden. Med telefonens knappar kan man blanda de tre primärfärgerna rött, grönt och blått, som genom additiv färgblandning ger tillgång till samtliga färgnyanser. Alla tre grundfärger tillsammans ger vitt. Telefonens knappar med siffrorna 1–3 styr rött, 4–6 grönt och 7–9 styr blått. Om man inte är på plats vid Telefonplan kan man se sitt färgval med hjälp av en live-webbkamera. Färgspelet är bara aktivt under dygnets mörka timmar. Att ringa är gratis.
Ljuset på tornet kan även styras via appen "Colour by numbers" i en smartphone.